# Tom Tierney
Pour les articles homonymes, voir Tierney.
Pas d'image ? Cliquez ici

a Compétitions nationales et continentales officielles uniquement.

b Matchs officiels uniquement.
Thomas Tierney, dit Tom Tierney né le 1er septembre 1976 à Limerick et mort le 24 février 2023 est un joueur de rugby à XV sélectionné en équipe d'Irlande au poste de demi de mêlée (1,80 m et 91 kg). Il dispute la Coupe du monde en 1999.

## Carrière

### En club
- 1998-2000 :  Munster
- 2002-2004 : Leicester Tigers
- 2004-2006 : Connacht

Il joue en coupe d'Europe (14 matches) et en Challenge européen (5 matches).

### En équipe nationale
Il honore sa première sélection le 12 juin 1999 contre l'Australie et sa dernière face à l'Angleterre le 5 février 2000.
Tierney dispute quatre matches de la Coupe du monde 1999.

## Palmarès

### En équipe nationale
- Huit sélections de 1999 à 2000 avec l'équipe d'Irlande.
- 1 essai (5 points)
- Sélections par année : 7 en 1999, 1 en 2000.
- Tournoi des Six Nations disputé :  2000.
- Coupe du monde disputée :  1999 (4 matches, 1 essai marqué).